# Volvo V90
Volvo V90 — універсал на основі седана Volvo S90 від шведського автовиробника Volvo, випущений у 1996 році. Це була еволюція Volvo 960. У 1998 році його замінив V70, а в 2016 році його замінило друге покоління V90.

## Перше покоління (1996-1998)

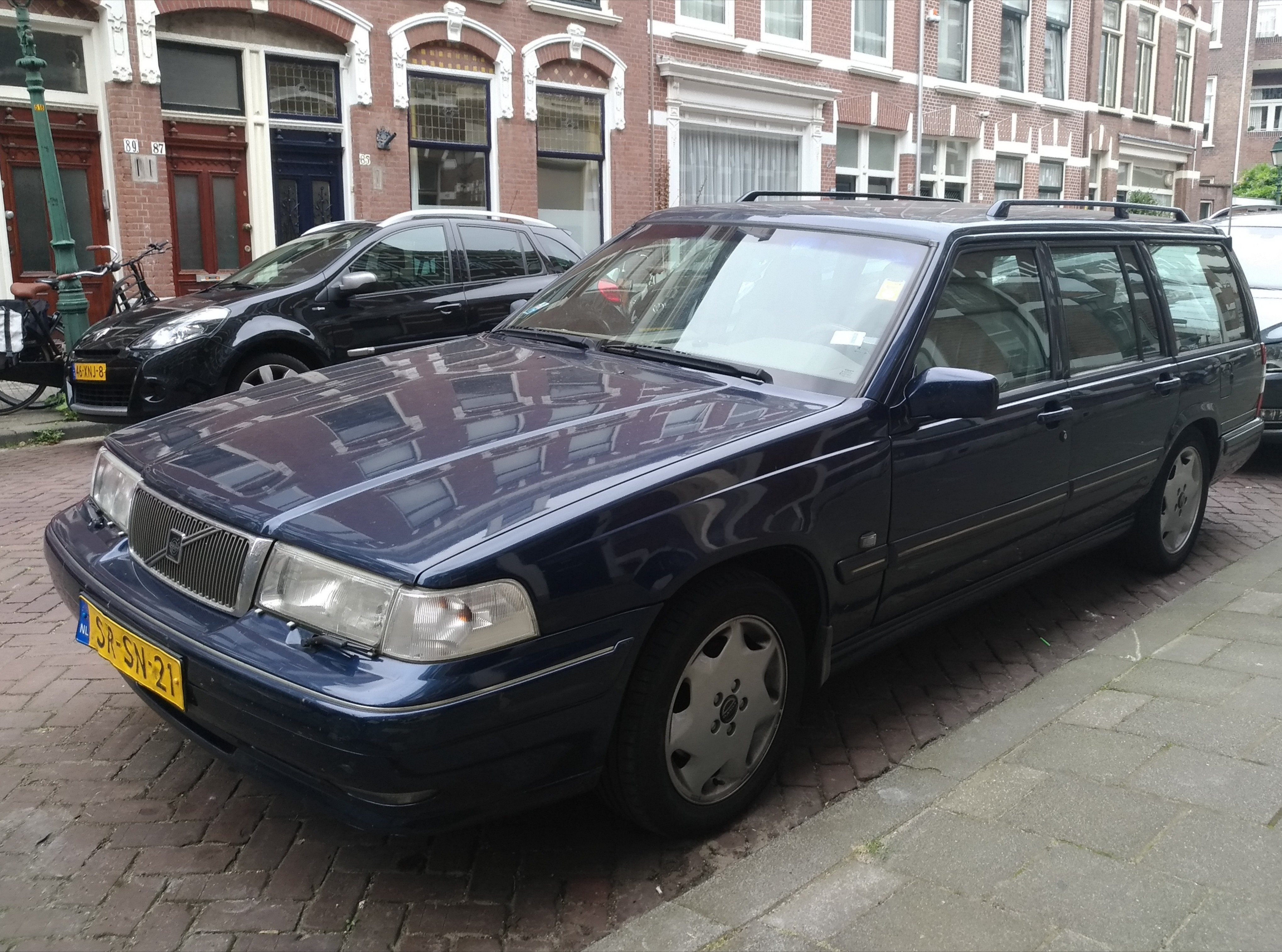
Volvo V90 І

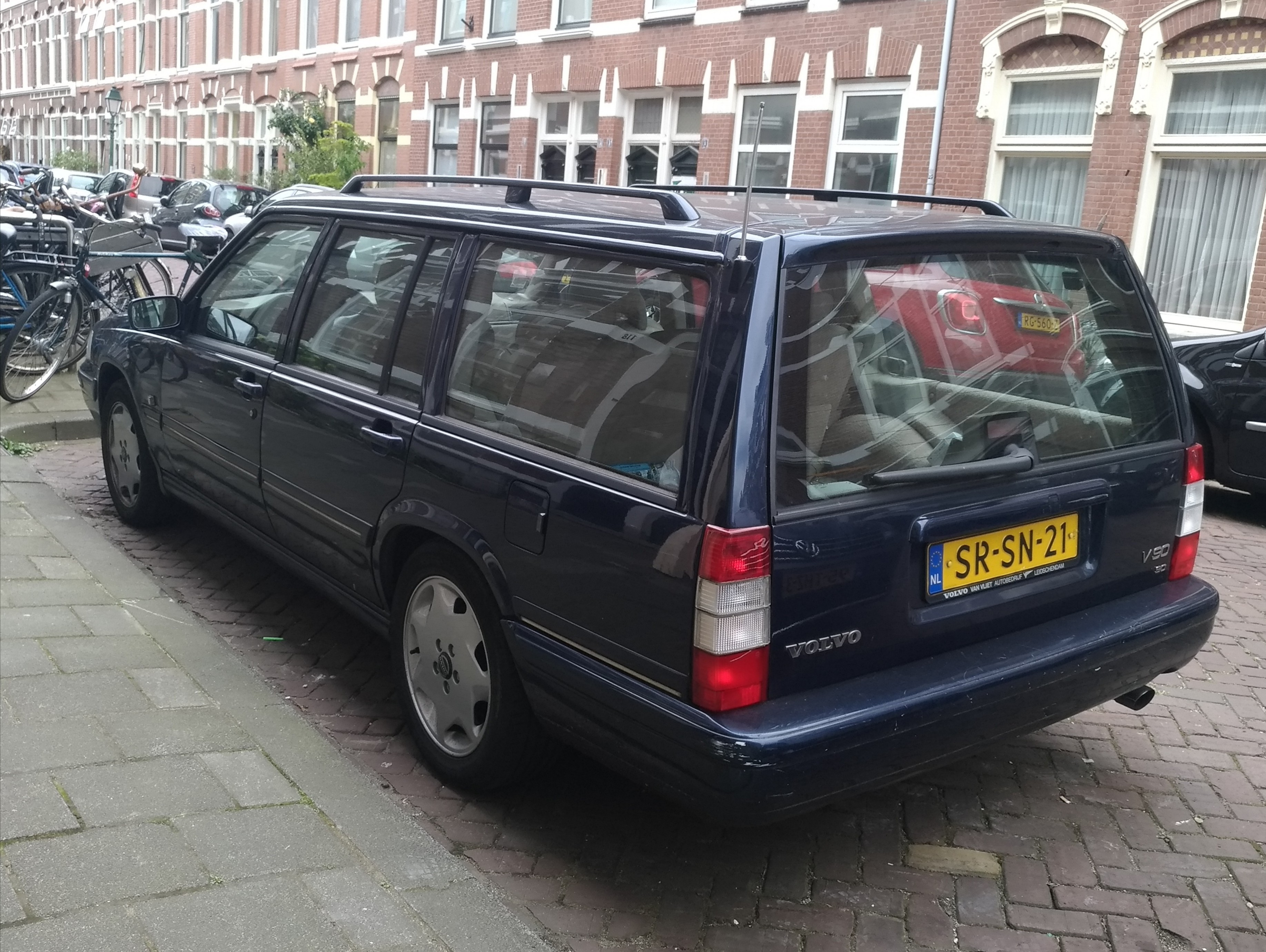
Volvo V90 І

Нова номенклатура Volvo змінює назви моделей в асортименті шведського виробника. Подібно до Volvo 850, який став Volvo S70 у кузові седан та Volvo V70 у кузові універсал, Volvo 960 став Volvo S90 у кузові седан та Volvo V90 у кузові універсал у 1996 році. Тим не менш, Volvo 940 зберігав свою назву до кінця свого виробництва. Деякі європейські країни продовжували отримувати позначення 960, тоді як для інших, як-от Сполучені Штати, лише в 1996 році, 960 став S90/V90.
Невеликий рестайлінг включає нові кольори салону та екстер’єру. Перероблено важіль коробки передач, підлокітники, ручне гальмо та деякі органи керування. Кондиціонер покращено, а нова, потужніша аудіосистема встановлюється в стандартній комплектації з чотирма додатковими динаміками в багажнику. Опцією електричний кулер доступний у багажнику.
Ми знаходимо 2,9-літровий 6-циліндровий двигун, який розвиває 180 або 204 кінські сили. П’ятиступінчаста механічна коробка передач зарезервована для двигуна потужністю 180 кінських сил, а чотириступінчаста автоматична коробка передач – для двигуна потужністю 204 кінських сили.
У лютому 1998 року виробництво Volvo S90 і V90 припинилося. Було випущено 9 067 екземплярів універсалу (26 269 седана). Volvo S80, який замінив седан, а універсал не був безпосередньо замінений на Volvo XC90, який знаходиться на вершині асортименту шведського виробника.

### Двигуни
- B6304S2 — 2,992 л, 180 к.с.
- B6304S — 2,992 л, 204 к.с.

## Друге покоління (2016-)

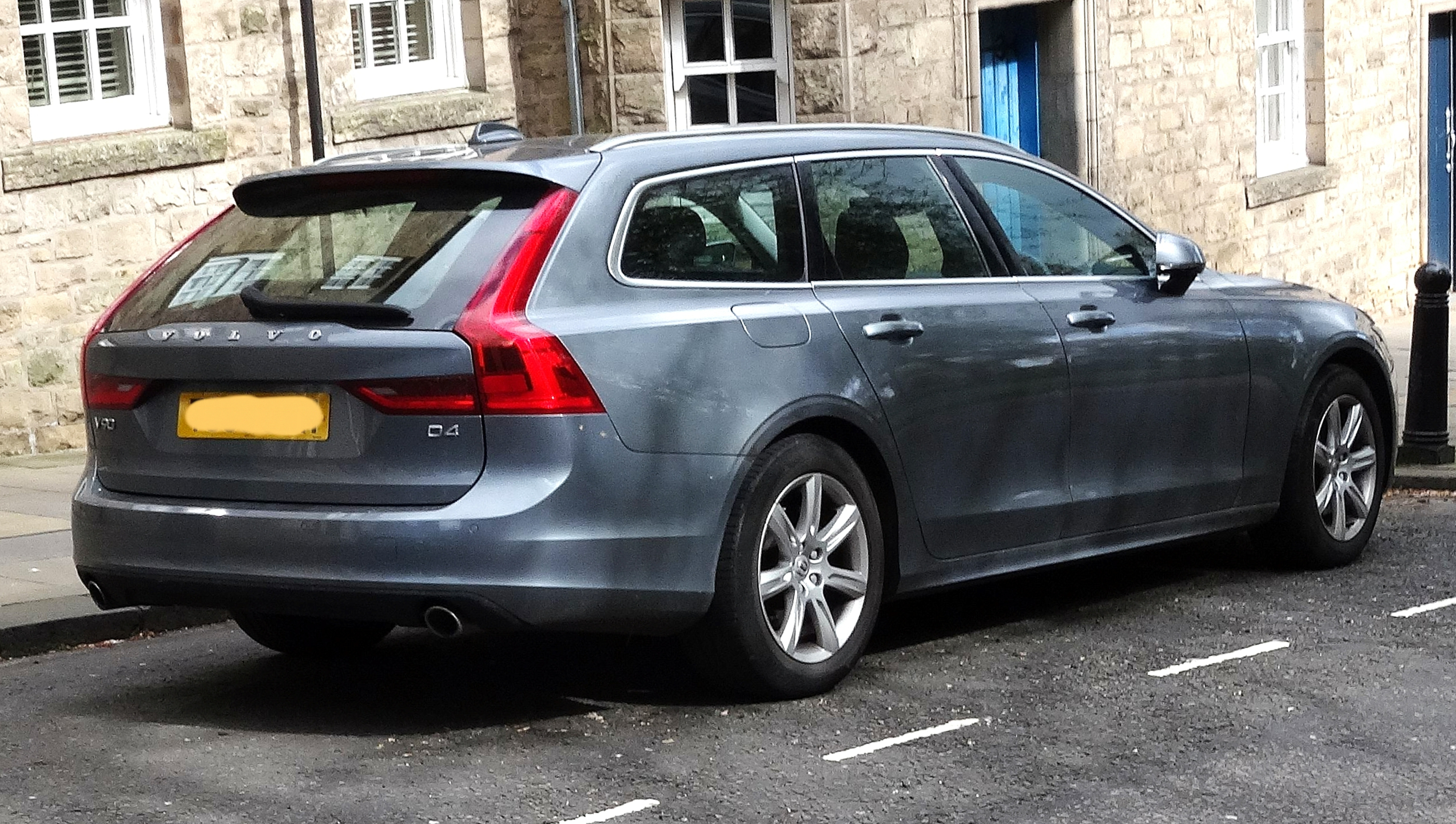
Volvo V90 ІІ

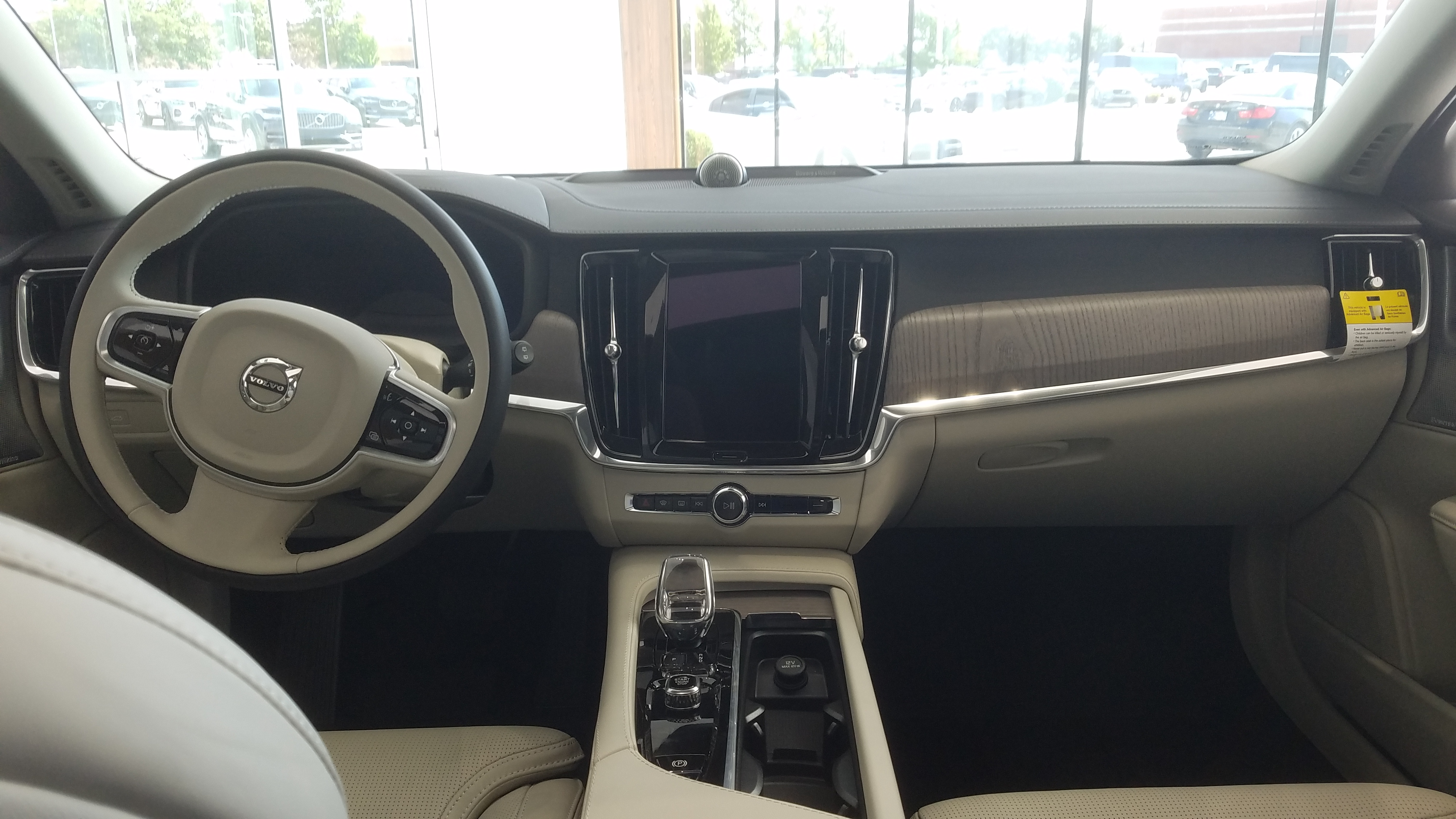
Салон

Друге покоління універсалу V90 на базі седана S90 було представлено в 2016 році та урочисто відкрило новий стиль Volvo з підсвічуванням передньої частини «Т». Його перші офіційні фотографії з’явилися в Мережі 12 лютого 2016 року, а V90 був представлений на Женевському автосалоні 2016 року.
У червні 2016 року на дорозі були виявлені закамуфльовані прототипи майбутньої позашляхової версії V90, яка замінить XC70, V90 Cross Country.
V90 виготовляється на заводі Torslanda. Для індійського ринку версія Cross Country збирається як «набір запчастин» у Бангалорі.

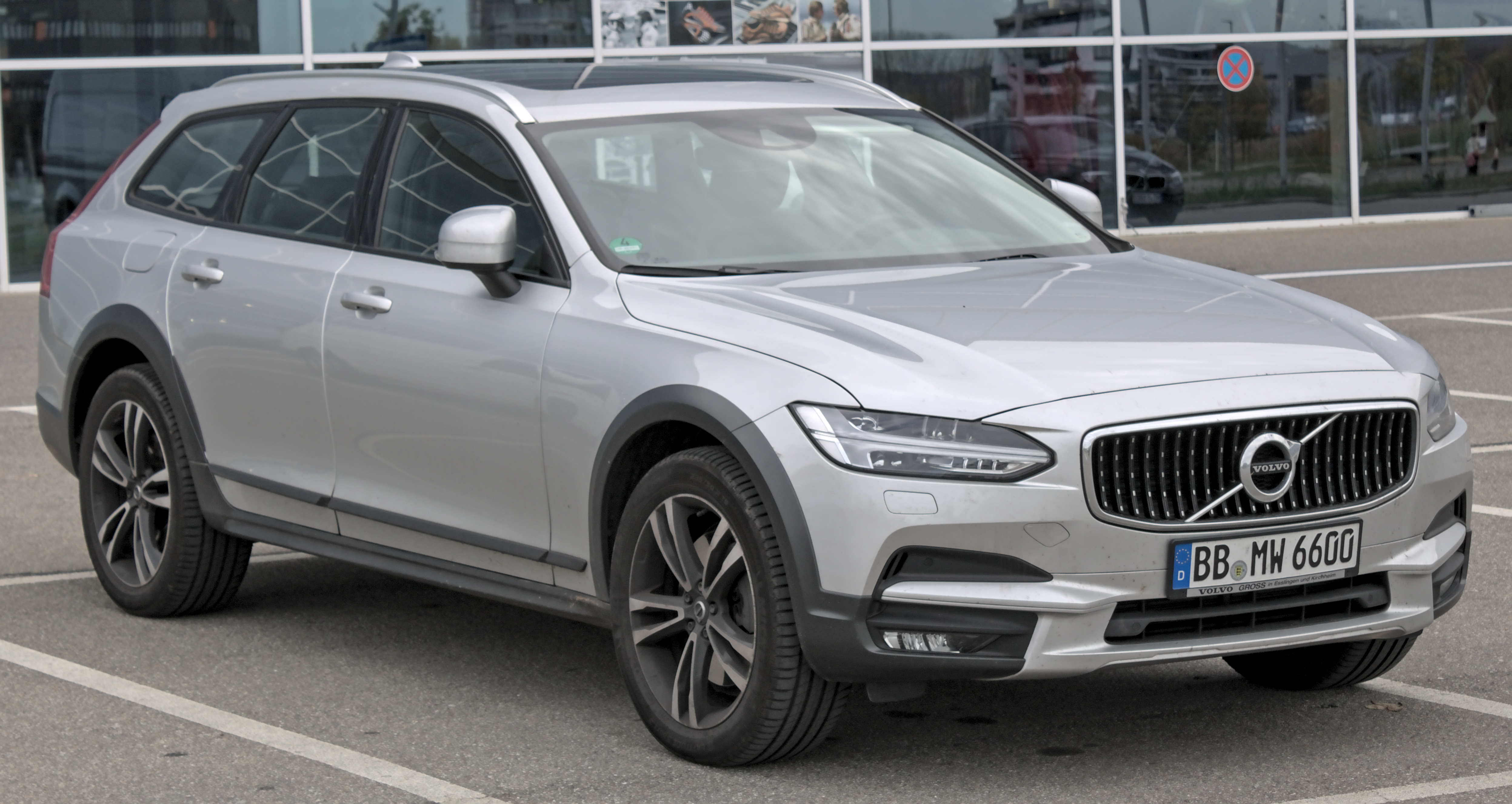
Volvo V90 Cross Country
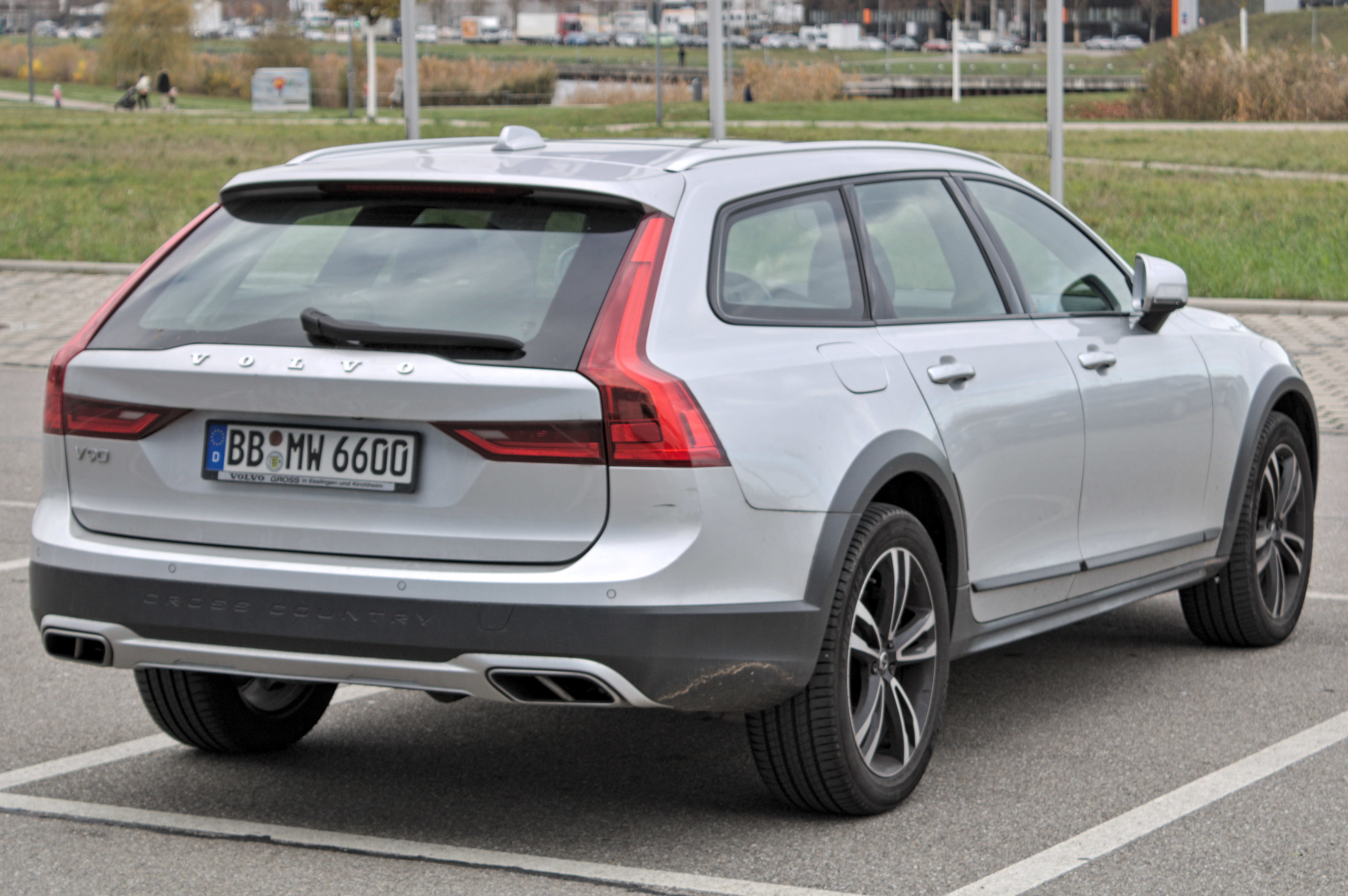
Volvo V90 Cross Country

### Фаза 2

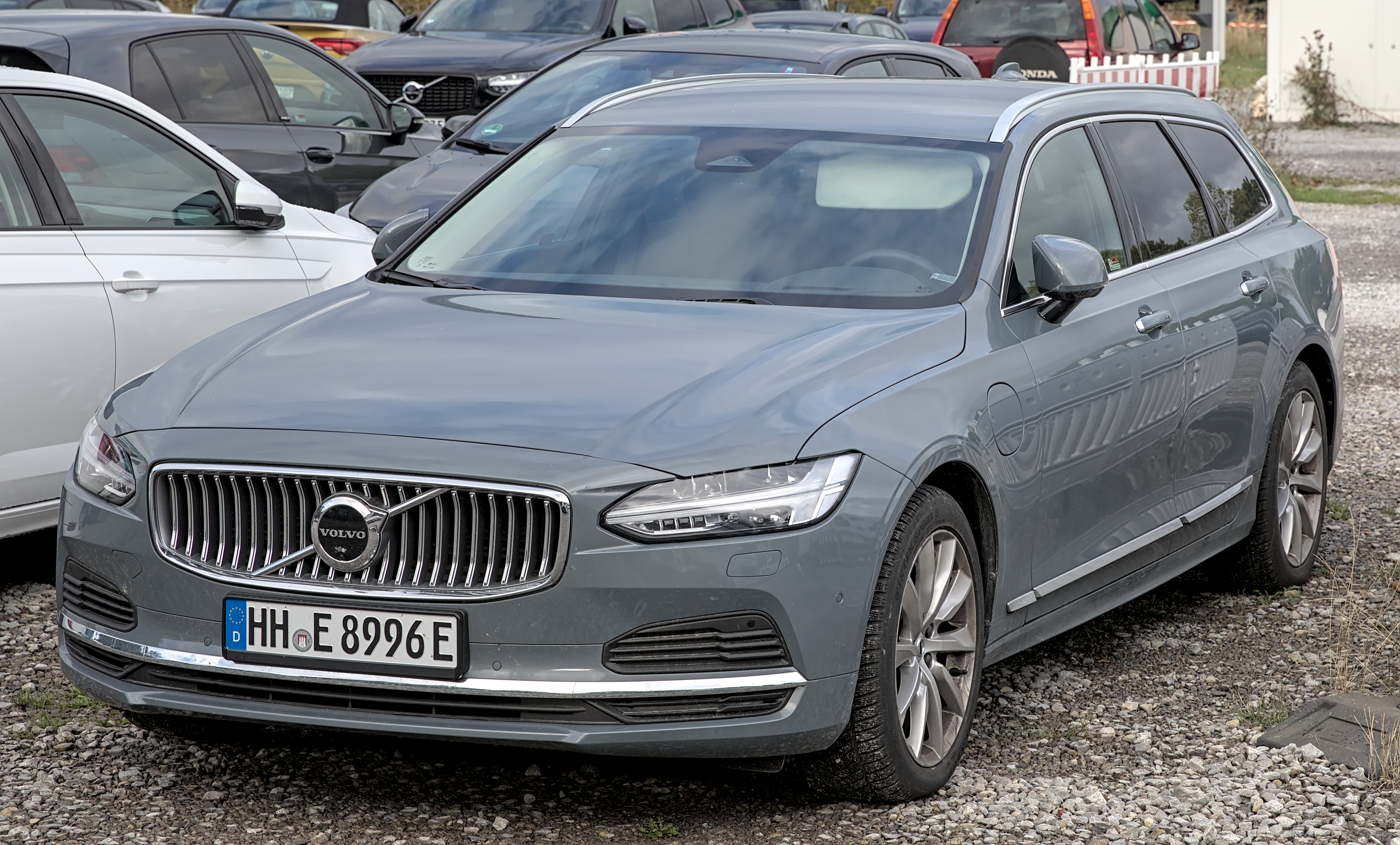
Volvo V90 ІІ (з 2020)

У 2020 році Volvo оновлює свій універсал V90, а також варіант Cross Country. Передні та задні ліхтарі були перероблені. Усі двигуни використовують легку гібридизацію 48-вольтового типу.

## Двигуни
Бензинові
- T4	B4204T44 190 к.с.
- T5 B4204T20 249 к.с.
- T5 B4204T23 254 к.с.
- T6 AWD B4204T27 320 к.с.

Дизельні
- D3 D4204T9 150 к.с.
- D3 AWD	D4204T4	150 к.с.
- D4 D4204T14 190 к.с.
- D5 AWD	D4204T23 235 к.с.

Гібридні
- T8 AWD/Twin Engine B4204T28 318 к.с. + 87 к.с.
- T8 AWD/Twin Engine B4204T35 320 к.с. + 87 к.с.